# أحمد محمد الحص
أحمد محمد الحص (1892 - 1930) هو أول أكاديمي كيميائي صيدلي بالطب الحديث في بيروت.

## نبذة
ولد أحمد محمد الحص العيتاني في بيروت سنة 1892م، درس في حلقات علمها، وتخرج من المدرسة الرشيدية، ثم انتقل للكلية الإنجيلية البروتستانتينية (الجامعة الأميركية في بيروت) وتخرج منها بطب الكيمياء 1922م. ساهم بنقل الدواء الكيميائي بدلاً من الدواء الشعبي إلى مشافي بيروت، له عدة أبحاث في مجال الدواء العضوي والكيميائي.